# ダニエル・シックルズ
ダニエル・エドガー・シックルズ（英: Daniel Edgar Sickles, 1819年10月20日-1914年5月3日）は、話題と議論の多いアメリカ合衆国の政治家、外交官であり、南北戦争のときは北軍の将軍だった。
南北戦争前のニューヨーク州政治家としてシックルズは数多くの公的スキャンダルに巻き込まれたが、最も有名なものは妻の愛人でフランシス・スコット・キーの息子のフィリップ・バートン・キーを殺害したことである。その裁判ではアメリカ史の中で弁護に初めて一時的心神喪失を用い、無罪とされた。南北戦争では最も著名な政治家将軍の一人だった。ゲティスバーグの戦いでは、上官の命令に従わずに実際上防御が不可能な陣地にその第3軍団を移動させ、この行動に関する議論は現在でも続いている。その前線での軍歴は足に砲弾を受けたゲティスバーグで終わった。
戦後、シックルズはレコンストラクション中の軍政府を指揮し、在スペインアメリカ合衆国特命全権公使となり、最後はアメリカ合衆国議会に復帰し、ゲティスバーグの戦場跡保存のために重要な法制化に貢献を果たした。

## 初期の経歴と政治
シックルズはニューヨーク市で、スーザン・マーシュ・シックルズとジョージ・ギャレット・シックルズ夫妻の息子として生まれた。父は特許専門の弁護士であり政治家だった。シックルズの生年は時として1825年とされることがあり、本人も実際にそのように言っていたことが知られていた。歴史家達はシックルズが年齢の半分もいかない夫人と結婚した時に若く見えるように考えてこの生年を選んだと推測している。シックルズは印刷業を学び、ニューヨーク市大学（現在のニューヨーク大学）で勉強した。ベンジャミン・バトラーの法律事務所で法律を学び、1846年に法廷弁護士として認められ、1843年にはニューヨーク州議会議員となった。
1852年、シックルズはテレサ・バジオリと結婚したが、この結婚はシックルズが33歳でテレサが15歳の時のことであり、双方の家の意に逆らったものだった。テレサは年齢の割りに世慣れており、5ヶ国語を話せた。1853年、ニューヨーク市の法人弁護士となったが、間もなくフランクリン・ピアース大統領の指名でジェームズ・ブキャナンの下の駐ロンドン・アメリカ公使館書記官になったことで辞職した。1855年にアメリカに戻り、1856年から1857年にニューヨーク州議会上院議員を務め、1857年から1861年までは民主党員として第35および第36アメリカ合衆国議会で下院議員を務めた。

### キーの殺害

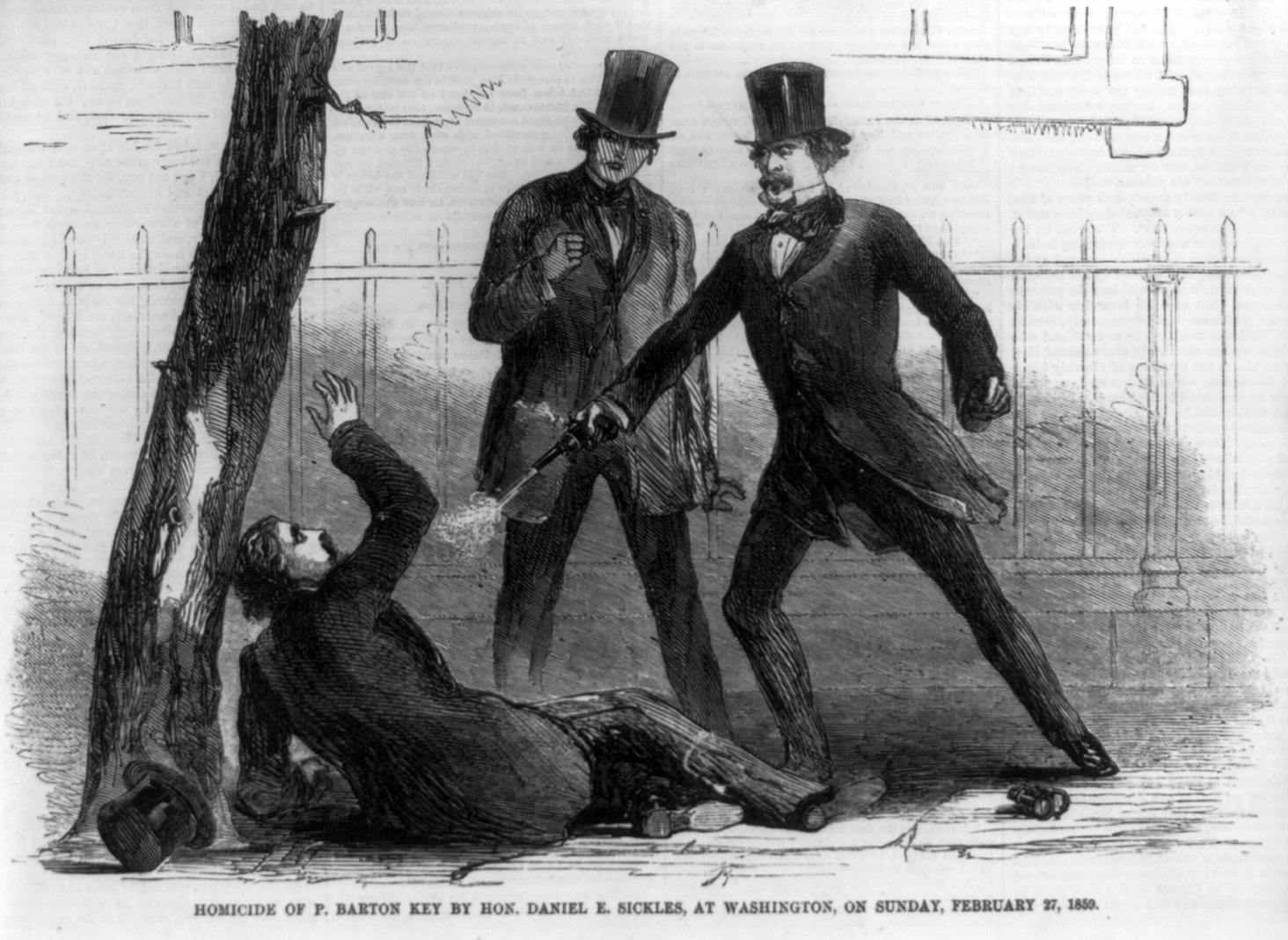
キーを殺害するシックルズ、1859年

シックルズの経歴はスキャンダルで彩られた。ニューヨーク州議会からは議場によく知られた娼婦のファニー・ホワイトを同伴したことで譴責された。身重の妻を家に残したまま、ホワイトをイギリスに連れて行き、ニューヨーク政界の敵対者の苗字をホワイトの偽名に使ってヴィクトリア女王に紹介したと言われてもいる。1859年、ホワイトハウスの通り向かいにあるラファイエット公園で、コロンビア特別区地方検事でフランシス・スコット・キーの息子のフィリップ・バートン・キーを拳銃で撃って殺害した。キーはシックルズの若い妻テレサと露骨に情事に及んでいるのをシックルズが見つけていた。

### 裁判
シックルズは数ブロック離れたフランクリン広場の司法長官ジェレマイア・ブラックの家に身を委ね、殺人を告白した。巡査に伴われて自宅に寄った後、シックルズは拘置所に向かい、ワシントンの社交界全てがシックルズに同情的になった。シックルズは面会を許されたので、多くの者が訪れ、拘置所長のアパートを面会の場に使うことを認められた。このことはその留置について幾つかあった奇妙なことの一つだった。当時としては異例となる護身用武器の所持も認められた。新聞は多くの下院議員、上院議員およびその他ワシントン社交界の指導的人物まで、多くの面会者について伝えた。ブキャナン大統領は面会こそしなかったが、個人的なメモを送った。
雑誌「ハーパーズ・マガジン」に拠れば、シックルズにとって妻の母とその牧師が尋ねてきたことが最も心痛むことだった。その二人は、テレサが悲しみ、慙愧の念および後悔に暮れており、結婚指輪を失ったこと（シックルズが家に戻った時に取って来ていた）が耐えられる限度を越えていることだと伝えた。
シックルズは殺人で起訴され、何人かの指導的政治家をその弁護人に確保した。その中には、後に陸軍長官になったエドウィン・スタントンや主席法律顧問のジェイムズ・T・ブラディがおり、シックルズのようにタマニー・ホールの出だった。歴史的な戦略としてシックルズは狂気を申立て、アメリカ史の中で弁護に初めて一時的心神喪失を用いることになった。スタントンは陪審員の前で、シックルズが妻の不貞で狂気に駆られ、キーを撃った時は心神を失っていたと主張した。新聞は間もなく、キーという名のならず者からワシントンの淑女全てを救った英雄としてシックルズのことを書きたてた。
シックルズが土曜日にテレサから得たあからさまな告白が重要なものと分かった。それは法廷では証拠として使えなかったが、シックルズが記者にもらし、完全に新聞に掲載された。弁護の戦略は、裁判がワシントンの会話での主要な話題となり、全国紙がシックルズに同情的な記事を載せることを確実にすることだった。法廷ではこの戦略がドラマと議論をもたらし、最終的に弁護側の勝利となった。シックルズは無罪となった。シックルズは無罪判決を受けた後で、公にテレサを許し、下院議員を辞職はしなかったが、公的生活から短期間「身を引いた」。当時の道徳的価値観のために大衆は、殺人や前例の無い無罪判決よりも、シックルズが売春婦や姦婦と呼んだ妻を許し、和解したように見えることに怒った。

## 南北戦争
南北戦争が始まった時、シックルズはその公的なイメージを修復したいと考え、ニューヨーク州で積極的に北軍の志願兵連隊を立ち上げることに貢献した。その編成した4個連隊のうちの一つに大佐を指名された。1861年9月には志願兵の准将に昇進し、北軍の中で最も有名な政治家将軍の一人になった。1862年3月、アメリカ合衆国議会がその任官確認を拒んだ時に指揮官を諦めざるを得なかったが、ワシントンの政界で熱心に政治工作を行い、5月24日にその階級と指揮権を両方とも再度手に入れた。軍隊に合流した時は半島方面作戦に間に合った.。この障害があったために、ウィリアムズバーグの戦いではその旅団の重要な戦闘に居合わせなかった。シックルズはそれまで全く軍隊経験が無かったが、セブンパインズの戦いや七日間の戦いではポトマック軍の「エクセルシア旅団」を率いて有能なところを示した。第二次ブルランの戦いのときは不在であり、その政治的影響力を使って休暇を取り新しい部隊を徴兵するためにニューヨーク州に行っていた。アンティータムの戦いのときは師団長となっていたが、その属する第3軍団がポトマック川下流で首都の守りに就いていたために参戦しなかった。
シックルズは最初の上官で師団長、後にはポトマック軍を率いたジョセフ・フッカー少将とは近しい仲間であった。二人とも政治的な出世指向者であり、大酒のみで女好きという悪名高い評判があった。当時の証言ではその作戦本部は騒々しい酒場や売春宿に喩えられていた。
シックルズは1862年11月29日に少将に昇進した。直後にフレデリックスバーグの戦いが起こったが、その師団は予備隊に留め置かれた。このときポトマック軍指揮官となっていたフッカーは1863年2月にシックルズを第3軍団長に任命したが、ウェストポイント（陸軍士官学校）出ではない唯一の軍団長になったので異論の多い異動だった。シックルズの活力と能力はチャンセラーズヴィルの戦いで異彩を放った。1863年5月2日にその持ち場でみた部隊の追撃を積極的に推奨した。シックルズは南軍が撤退しつつあると考えたが、この部隊はストーンウォール・ジャクソン軍団の部隊であり、密かに北軍の側面に回り込もうとしていたことが分かった。シックルズはフッカーが命令した防御に優れた地形のヘイゼルグラブを離れろということに活発に反対もした。これらの出来事のどちらも、フッカーがその忠告を容れておれば、この北軍にとって悲惨な結果になった戦闘が大変違ったものになったと想像するのは容易である。

### ゲティスバーグ
ゲティスバーグの戦いはシックルズの軍歴にとって最も有名な出来事であり、実質的にそれを終わらせるものになった。1863年7月2日、ポトマック軍指揮官ジョージ・ミード少将は、シックルズの軍団にセメタリーリッジの南端で防御的配置を採るように命じた。その北は第2軍団がおり、南はリトル・ラウンドトップと呼ばれる丘になっていた。シックルズはその前面がピーチオーチャードと呼ばれる少し高い地形になっていることに不満だった。恐らくはヘイゼルグラブで南軍の大砲からその軍団が打撃を受けたことを思い出し、命令を無視してその軍団をセメタリーリッジからほぼ1マイル (1.6 km) 前進させた。このことから2つの影響があった。1つは、その前線をあまりに薄く延ばすことで軍団の集中した防御姿勢を大きく薄めることであり、もう1つは多面から砲撃や攻撃を受ける突出部になったことだった。ミードが馬で乗り付けてシックルズの命令不服従を詰ったが既に遅すぎた。ジェイムズ・ロングストリート中将軍団の主にラファイエット・マクローズ少将の師団による攻撃で、第3軍団は潰され使い物にならなくなった。シックルズもその足を潰した砲弾の餌食になった。シックルズは担架で救護所に運ばれる途中で、笑顔を見せ葉巻を吹かして兵士達の士気を上げようとした。その足は午後に切断され、ワシントンD.C.まで後送されることを要求し、7月4日には到着した。これが北軍の偉大な勝利について最初の報せをもたらすことになり、今行われている戦闘についてその見解を確かにする広報宣伝活動を始めた

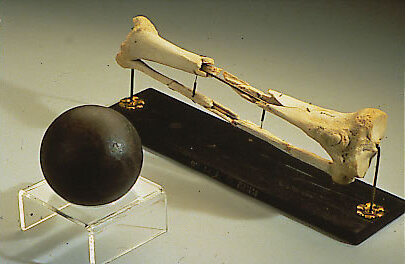
シックルズの足の骨とそれを砕いたものに類似する砲弾。健康医療国立博物館に展示されている

シックルズはその後、軍医長からの「病理解剖の標本...体内から取り出された弾や異物と共に」集めてワシントンD.C.に新しく設立された軍医療博物館に提出するようにという新しい指示について知識を得た。シックルズはその切断された足から取り出された骨を保存しており、それを小さな棺桶型の箱に入れて博物館に寄付し、「D.E.S.少将の補完物と共に」と記した名刺を付けた。その数年後、足切断の記念日に自分の足を見に訪れたと言われている。その博物館は現在健康医療国立博物館と呼ばれ、その遺物を今日でも展示している（その他の南北戦争時代の標本として有名な展示物は、ヘンリー・バーナム将軍の腰骨があり、収集品で展示していないものではリンカーン大統領の暗殺者ジョン・ウィルクス・ブースとやはり凶弾に倒れたジェームズ・ガーフィールド大統領の脊椎骨がある）。
シックルズは負傷したためにゲティスバーグの後でその命令不服従を軍法会議に掛けられることはなく、トラブルからは無縁と見なされた。さらに、シックルズには強力で政治的なコネがあり、抗議や報復無しには罰せられないと考えられた。戦後はジョージ・ミードの人格に対する敵意のある運動を行った。ミードはゲティスバーグでシックルズを不当に扱ったと考え、戦闘に勝利したのは自分のお陰とみなした。無記名の新聞記事や下院委員会での供述で、ミードはゲティスバーグの初日に密かに退却を考えていたと主張した。シックルズ軍団がセメタリーリッジから離れたのは命令に背いているかもしれないが、それが南軍の攻撃を混乱させ、その勢いを逸らし、真の目標だったはずのセメタリーリッジやセメタリーヒルを効果的に遮蔽したので、正しい動きだったという主張を続けた。シックルズ軍団の移動は実際に南軍の指揮官達を驚かせており、歴史家達はシックルズの行動の本当の効果に付いてずっと議論を続けてきた。
シックルズはその功績に対してなんとか名誉勲章を受章できたが、それは34年も経ってからだった。その勲章に付けられた授章文には、シックルズが「戦場で最も異彩を放つ勇敢さを示し、敵の前進に活発に対抗し、重傷を負った後もその部隊を勇気付け続けた」と記録されている。

## 戦後の経歴
シックルズは片足の障害者となったが、終戦まで軍隊に残り、ユリシーズ・グラント中将が戦闘指揮に戻ることを認めようとしなかったことに愛想をつかせられた。1867年、フレデリックスバーグとゲティスバーグでの功績でそれぞれ正規軍の准将と少将に名誉昇進した。1865年に南北戦争が終わって間もなく、機密任務でコロンビアに派遣され（南アメリカ共和国に対する特務）、アメリカ合衆国がパナマ地峡を通って軍隊を移動することを認めた1846年の協定への遵守を確保した。1865年から1867年は、サウスカロライナ方面軍、両カロライナ方面軍、南部方面軍および第2軍事地区を指揮した。1866年に第42アメリカ歩兵連隊（古参予備役軍団）の大佐に指名され、1869年に少将の位で退役した。
シックルズは1869年から1874年まで在スペインアメリカ合衆国特命全権公使となり、バージニアス事件から持ち上がった交渉に参加した。スペイン宮廷でも女たらしの評判は継続し、退位した女王イサベル2世との情事もあったと噂された。1867年にテレサが死んだ後、1871年にスペイン国家顧問官でマドリードのシュヴァリエ・デ・クレイの娘、カルミナ・クレイと再婚し、この夫妻には2人の子供が生まれた。
シックルズは1888年から1889年は公務員任用委員会のニューヨーク州理事会議長を務め、1890年にはニューヨーク州の保安官、1893年から1895年は再度アメリカ合衆国下院で第53期の議員となった。戦後の生活の大半でニューヨーク州記念碑委員会の委員長だったが、財務に関するスキャンダルで辞めさせられた。ゲティスバーグの戦場跡を保存する運動で重要な役割を演じ、ゲティスバーグ国立軍事公園を形成する法案を提案し、私有地を買収し、記念碑を立てた。その重要な功績はイースト・セメタリーリッジに使われていた当時の塀を購入し、公園の境界を示したことである。ゲティスバーグで戦った主要な上級将軍は事実上全てゲティスバーグに立つ彫像で記念されることになった。シックルズは目立つ例外である。しかしなぜシックルズの記念碑が無いのかを尋ねられた時、「戦場全体がダン・シックルズに対する記念碑だ」と答えたと言われている。しかし、実際にはシックルズの胸像を含みニューヨーク・エクセルシア旅団への記念碑が発注されていた。その胸像にかける費用がシックルズ自身によって盗まれたという噂もあった。その記念碑はシックルズの容貌に似せた鷲の像を付けてピーチオーチャードに展示されている。
シックルズは余生をニューヨーク市で過ごし、1914年にそこで死んだ。遺骸はアーリントン国立墓地に埋葬されている。

## 大衆文化の中で
シックルズは、ニュート・ギングリッチとウィリアム・フォースチェン共著のもう一つの歴史小説の南北戦争3部作の最初の2作、『ゲティスバーグ』と『グラントが東に来る』の中で目立つ登場人物である。

## 名誉勲章の受章文

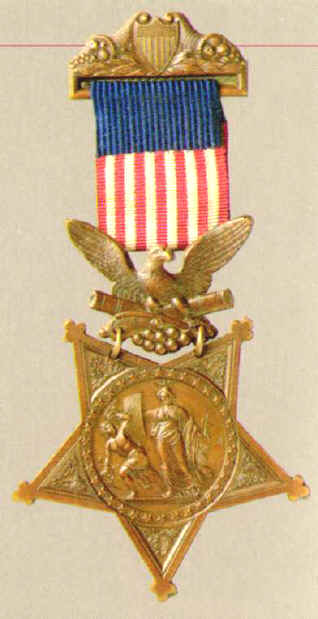
名誉勲章

階級と組織：
アメリカ軍志願兵少将。場所と日付：ペンシルベニア州ゲティスバーグ、1863年7月2日。入隊：ニューヨーク州ニューヨーク市。出生地：ニューヨーク州ニューヨーク市。発行日：1897年10月30日。
表彰
戦場で最も異彩を放つ勇敢さを示し、敵の前進に活発に対抗し、重傷を負った後もその部隊を勇気付け続けた。